# Timaliidae
Famille
Les Timaliidae (ou timaliidés en français) sont une famille de passereaux constituée de 10 genres et de 55 espèces. Elle a connu un gros bouleversement taxinomique à la suite d'études génétiques de ses membres en 2010.

## Systématique
Les Timaliidae sont traditionnellement une famille « fourre-tout » (ie : un complexe non résolu) où étaient placées des espèces de parentés incertaines (Collar & Robson, 2007). Depuis, d'importantes études phylogéniques ont été faites (Cibois 2003 ; Gelang et al. 2009). D'après ces études, les Zosterops (généralement placés dans leur propre famille, les Zosteropidae) ne sont pas en dehors du complexe Timaliidae, mais au contraire clairement inclus dedans. 
Gelang et al. (2009) reconnaissent quatre principaux clades dans ce complexe :
- le clade Zosteropidae (dont Zosterops et genres proches, ainsi que Yuhina et Stachyris whiteheadi);
- le clade Timaliidae (dont les pomatorhins et autres timaliidés typiques);
- le clade Pellorneidae (d'autres timaliidés typiques principalement présents en Afrique);
- le clade Leiothrichidae (dont les Garrulax et Leiothrix).

D'autres espèces qui étaient jusque-là dans le complexe Timaliidae font en fait partie du clade des Sylviidae, et sont donc déplacées dans cette famille.
Les relations phylogéniques des différents clades et des espèces à l'intérieur de ces clades ne sont pas encore toutes clairement résolues. Par conséquent, la publication de nouvelles études phylogéniques entraînera sûrement de nombreuses modifications taxinomiques.

## Liste des genres
D'après la classification de référence (version 13.2, 2023) du Congrès ornithologique international (ordre alphabétique) :
- genre Timalia (1 espèce)
- genre Dumetia (2 espèces)
- genre Mixornis (5 espèces)
- genre Macronus (2 espèces)
- genre Cyanoderma (8 espèces)
- genre Spelaeornis (8 espèces)
- genre Melanocichla (2 espèces)
- genre Pomatorhinus (11 espèces)
- genre Erythrogenys (6 espèces)
- genre Stachyris (13 espèces)

## Liste des espèces
D'après la classification de référence (version 5.2, 2015) du Congrès ornithologique international (ordre phylogénique) :